# Paul Scholz (Maler)
Paul Scholz (* 1. Oktober 1859 in Wien; † 16. Dezember 1940 in Graz) war ein österreichischer Maler sowie Graphiker.

## Leben
Paul Scholz, Sohn eines Spielwarenerzeugers, studierte von 1875 bis 1880 an der Wiener Kunstgewerbeschule unter anderem bei Ferdinand Laufberger. Er erhielt seine erste Anstellung als Zeichner und Kompositeur im Kunstgewerbeatelier von Ferdinand Lieb, anschließend wechselte er ins Atelier von Robert Scholtz in Budapest, wo er sich auf Entwürfe für malerische Innen- und Außendekorationen von Neubauten und Palästen spezialisierte. Ab 1882 war Scholz in Wien und Triest als Mitarbeiter Ignaz Schönbrunners tätig, der ihm unter anderem die Leitung der malerischen Ausschmückung des Teatro Communale und der Innenausstattung der Repräsentationsräume des Österreichisch-Ungarischen Lloyd in Triest übertrug.
Scholz unterrichtete von 1884 bis 1915 kunstgewerbliche Formenlehre und Fachzeichnen für Kunststickerei an der Kunstgewerbeschule Graz. Weiterbildungen absolvierte er bei Rudolf Hölzel, Bernhard Buttersack und Henry Luyten. Paul Scholz erlangte Bekanntheit insbesondere durch seine Innendekorationen für Grazer Bauten, etwa die drei Wandbilder für die Post- und Telegraphenanstalt (1887), die Fresken am Spiegelgewölbe der Aula der TH (1889) sowie die neugotischen Wandmalereien und die vier Evangelisten in den Kuppelzwickeln der Zentralfriedhofskirche (1898). Sein künstlerisches Werk umfasst neben Ölgemälden, Aquarellen und Miniaturen auch Textilentwürfe für Möbel-, Seiden- und Samtstoffe.

## Werke
- 1909 Glasmalerei in der Gustav-Adolf-Kirche Leoben